# Западен бряг
 Тази статия е за истрическата област.  Вижте също: Западно крайбрежие на САЩ.
Западният бряг (Цисйордания, известен и като Юдея и Самария) е по-голямата част от Палестинската автономия в историческата област Палестина, Близкия изток.

## История
Районът е завладян от Йордания в края на Арабско-израелската война от 1948, която го нарича със сегашното му име в отличие от останалата си територия отвъд р. Йордан.
До 1967 е част от Йордания, след което е окупиран от Израел в резултат от Шестдневната война. Контролира се отчасти от Израел.

## География
Западният бряг се състои от земите западно от река Йордан и северозападно от Мъртво море. Хълмист релеф. Площ 5660 кв. км.
Населението от 2,4 млн. души включва главно араби. Живеят също и 260 000 еврейски заселници в отделни селища, има и израелски военни бази.

## Градове
Временна столица на Палестинската автономия, главен град и административен център е град Рамала. Много градове включват бежански лагери, някъде лагерите са самостоятелни селища. Повечето евреи живеят в отделни селища на заселници.
- Ал-Халил (Хеброн) – 120 000 жители
- Наблус (иврит: Шхем) – 100 000 жители
- Рамала (Рамаллах) – 57 000 жители
- Бейт Ляхам (иврит: Витлеем) – 40 000 жители
- Маале Адуммим – 30 000 жители
- Калкилия – 28 000 жители
- Бейтар Илийт – 26 000 жители
- Балата – 21 000 жители
- Арийха (Йерихон) – 19 000 жители
- Ариел – 17 000 жители
- Тулькарем – 16 000 жители
- Бейт Джала – 15 000 жители
- Дженин – 14 000 жители
- Аскар – 14 000 жители
- Дейшеб – 11 000 жители
- Шуфат – 10 000 жители